# Agustín Rodríguez Araya
Agustín Rodríguez Araya (Rosario, 13 de agosto de 1908-ibídem, 30 de julio de 1972) fue un abogado, escritor y político argentino de la Unión Cívica Radical, que se desempeñó como diputado nacional por la provincia de Santa Fe en tres períodos (1940-1943, 1948-1949 y 1958-1962). En 1942 presidió el Club Atlético Rosario Central.

## Biografía
Nació en Rosario en 1908. En 1929, se recibió de abogado en la Facultad de Ciencias Jurídicas y Sociales de la Universidad Nacional del Litoral.
Comenzó su militancia política en 1930. Presidió el comité departamental de Rosario de la Unión Cívica Radical (UCR) y fue delegado al Comité Nacional de la UCR.
En las elecciones legislativas de 1940, fue elegido diputado nacional por la provincia de Santa Fe. Su mandato se extendía hasta 1946 pero fue interrumpido por el golpe de Estado del 4 de junio de 1943. Fue vocal en la comisión de Instrucción Pública. En 1942, integró un comité investigador sobre irregularidades en la Lotería Nacional.
Fue presidente del Club Atlético Rosario Central durante 1942, logrando ascender al equipo nuevamente a la Primera División. Posteriormente, fue uno de los principales opositores a la gestión de Adolfo Boerio, incidiendo en su salida del cargo.
Tras el golpe de 1943, permaneció preso. En octubre de 1946, al momento de intentar ser detenido por agentes de la Policía Federal (ante una supuesta orden del Senado de la Nación), fue herido en su espalda por un disparo, siendo calificado el hecho de «atentado».
En las elecciones legislativas de 1948, fue elegido diputado nacional por segunda vez, integrando el Bloque de los 44 con otros diputados de la UCR. Tenía mandato hasta 1952, pero fue desaforado en junio de 1949 acusado de desacato a la figura del presidente Juan Domingo Perón por un discurso en Santa Fe.
En las elecciones provinciales de 1949, fue candidato a gobernador por la UCR. Acompañado por Alfredo Julio Grassi, la fórmula obtuvo el segundo lugar con el 35,54 %, triunfando el peronista Juan Hugo Caesar (siendo elegido luego por el colegio electoral).
Tras su desafuero, se asiló en Montevideo (Uruguay), siendo redactor del periódico El Día. En 1951, fue premiado por el Ministerio de Instrucción Pública y Previsión Social de Uruguay por Carne y Bronce, obra sobre José Gervasio Artigas.
Tras las elecciones legislativas de 1958, regresó a la Cámara de Diputados de la Nación elegido por la Unión Cívica Radical del Pueblo, cumpliendo su mandato hasta 1962. En ese período, presidió la comisión investigadora del asesinato de Marcos Satanowsky. También fue vocal de la comisión de Presupuesto y Hacienda.
Falleció en Rosario en julio de 1972. Uno de sus hijos, Felipe, fue asesinado en 1975 por la Triple A.

## Obras
- Rosas ante la posteridad (1927)[1]
- Retazos (1930)[1]
- La fuerza del amor (1937)[1]
- Desfile de recuerdos (1938)[1]
- Mientras los niños cantan (1943)[1]
- Carne y Bronce (1951, editado en Uruguay)[1]